# Kättilstorpagölen
Kättilstorpagölen är en sjö i Växjö kommun i Småland och ingår i Mörrumsåns huvudavrinningsområde. Sjön har en area på 0,0932 kvadratkilometer och ligger 172,2 meter över havet.

## Delavrinningsområde
Kättilstorpagölen ingår i det delavrinningsområde (630276-143765) som SMHI kallar för Utloppet av Södresjö. Medelhöjden är 169 meter över havet och ytan är 21,18 kvadratkilometer. Räknas de 4 avrinningsområdena uppströms in blir den ackumulerade arean 41,85 kvadratkilometer. Bergundakanal som avvattnar avrinningsområdet har biflödesordning 2, vilket innebär att vattnet flödar genom totalt 2 vattendrag innan det når havet efter 110 kilometer. Avrinningsområdet består mestadels av skog (34 procent). Avrinningsområdet har 4,6 kvadratkilometer vattenytor vilket ger det en sjöprocent på 21,7 procent. Bebyggelsen i området täcker en yta av 5,54 kvadratkilometer eller 26 procent av avrinningsområdet.